# Lingshui He
Lingshui He är ett vattendrag i Kina. Det ligger i provinsen Hainan, i den södra delen av landet, omkring 170 kilometer söder om provinshuvudstaden Haikou.
Genomsnittlig årsnederbörd är 2 321 millimeter. Den regnigaste månaden är oktober, med i genomsnitt 357 mm nederbörd, och den torraste är januari, med 23 mm nederbörd.